# Apache OpenOffice Calc

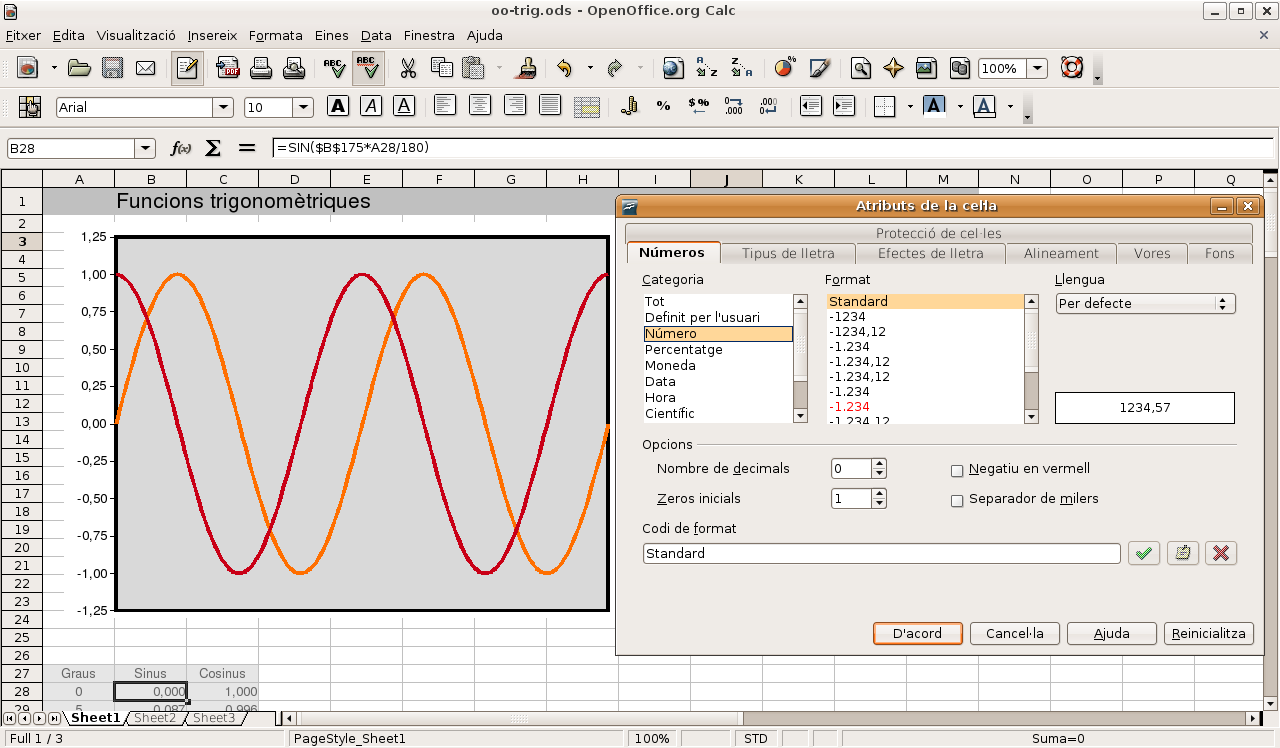
Captura de pantalla de la versió 2.0 de l'OpenOffice.org Calc en català

L'Apache OpenOffice Calc, anteriorment OpenOffice.org Calc fins al desembre del 2011, és un gestor de fulls de càlcul lliure que forma part del paquet ofimàtic Apache OpenOffice, disponible sota la llicència LGPL.
El Calc és similar al Microsoft Excel i inclou unes característiques similars a aquest, a més d'algunes de noves, entre les quals destaquen un sistema automàtic per definir sèries per a gràfics basades en la disposició de les dades de l'usuari, la capacitat d'exportar fulls de càlcul directament al format PDF. El 2005 Calc tenia problemes en treballar amb fulls de càlcul molt grans (20.000 files amb 100 columnes) i pot arribar a ser 100 vegades més lent comparat amb l'Excel.
Tot i que el Calc és capaç d'obrir i modificar fitxers en format de Microsoft Excel, el format per omissió de l'OpenOffice.org 2.0 Calc és l'OASI OpenDocument (ODF). El Calc també és capaç d'obrir i desar arxius en molts altres formats.
Igual que la suite ofimàtica OpenOffice.org, el Calc es pot utilitzar en una gran varietat de plataformes, incloent Mac OS X, Windows, GNU/Linux, FreeBSD i Solaris.

## Especificacions
El Calc des de la versió 3.0 pot treballar amb un màxim de 65.536 files i 1012 columnes a cada full, amb un màxim de 256 fulls.
S'està treballant per augmentar aquests límits, però només és adequat per a formats ODF o basats en text, ja que hi ha el risc de corrupció de dades en formats binaris com el format natiu de l'Excel.